# Mîroliubiv, Luhînî
Mîroliubiv (în ucraineană Миролюбів) este o așezare de tip urban din raionul Luhînî, regiunea Jîtomîr, Ucraina. În afara localității principale, nu cuprinde și alte sate.

## Demografie
Componența lingvistică a așezării de tip urban Mîroliubiv
     Ucraineană (97,47%)
     Rusă (1,94%)
     Alte limbi (0,45%)
Conform recensământului din 2001, majoritatea populației așezării de tip urban Mîroliubiv era vorbitoare de ucraineană (97,47%), existând în minoritate și vorbitori de rusă (1,94%).